# Кёльнский карнавал
Кёльнский карнавал (нем. Kölner Karneval) — народный праздник, популярный не только в Кёльне и Рейнской области, но и во всей Германии. Причисляется к наиболее известным карнавалам.

## Время проведения
Одиннадцатого ноября в 11 часов 11 минут в Кёльне начинается «пятое время года» — открывается карнавальный сезон вплоть до его завершения за полтора месяца перед празднованием Пасхи (нем. Ostern).
По одной из версий, число «одиннадцать» (нем. elf) важно для карнавала, поскольку его можно расшифровать как аббревиатуру ELF (Egalite, Liberte, Fraternite) — Равенство, Свобода, Братство. В «пятое время года» допустимы различные чудачества, юмор и сатира, высмеивание власть имущих.

## История

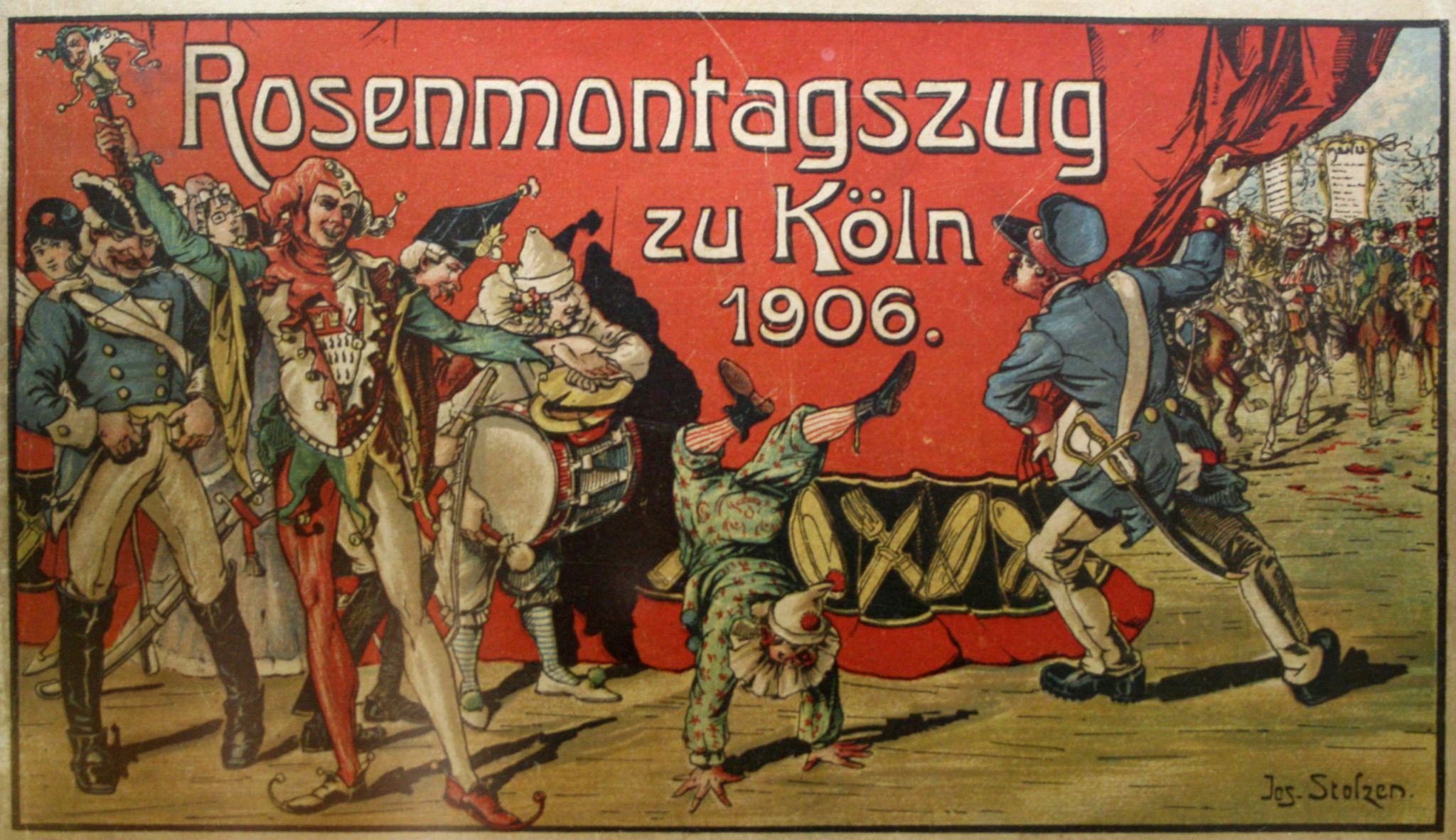
Розенмонтаг в Кёльне. Парад 1906 года

Шутовской характер фольклорных празднеств в Кёльне связан с историей самого города, который во времена империи был римской колонией и унаследовал традиции древних сатурналий, когда рабы уравнивались в правах с господами.
Венецианский карнавал тоже сильно повлиял на шутовской и маскарадный характер праздников на Рейне, за что Кёльн прозвали германской Венецией.
С 1823 года для облегчения организации праздников стали выбирать карнавальный комитет, состав персонажей в котором видоизменялся, прежде чем утвердился триумвират (кёльнская карнавальная троица): Дева, Принц, Крестьянин. Причём все роли, в том числе девы, как раньше, так и в наши дни исполняют мужчины.

### Кёльнская карнавальная троица
Кёльнская карнавальная троица — главные персонажи кёльнского карнавала: Принц, Дева и Крестьянин. Они являются «властителями» карнавала, представляя его на всех официальных мероприятиях на карнавале и вне его: на заседаниях карнавальных обществ, на свадьбах их членов, на официальных мероприятиях, проходящих в период «карнавальной сессии». До 1883 года каждый из персонажей троицы выступал отдельно, затем Крестьянин и Дева стали появляться вместе, а с 1938 года все трое стали единым целым. 11 ноября в ратуше Карнавальную троицу представляют бургомистру Кёльна и в этот же день троица впервые появляется на площади перед народом, где её провозглашают Карнавальной троицей нового сезона. За период проведения карнавала троица появляется перед общественностью до 400 раз. Дева символизирует свободный, непокорённый город Кёльн. На голове девы — корона в виде кёльнской городской стены. Деву с 1823 года изображает мужчина. Согласно традиции, карнавал считается исключительно мужским делом, хотя женщины принимают в нём активное участие. Только в 1938 и 1939 годах Деву изображали женщины (под давлением национал-социалистов, объявлявших борьбу с гомосексуализмом.

## Современность

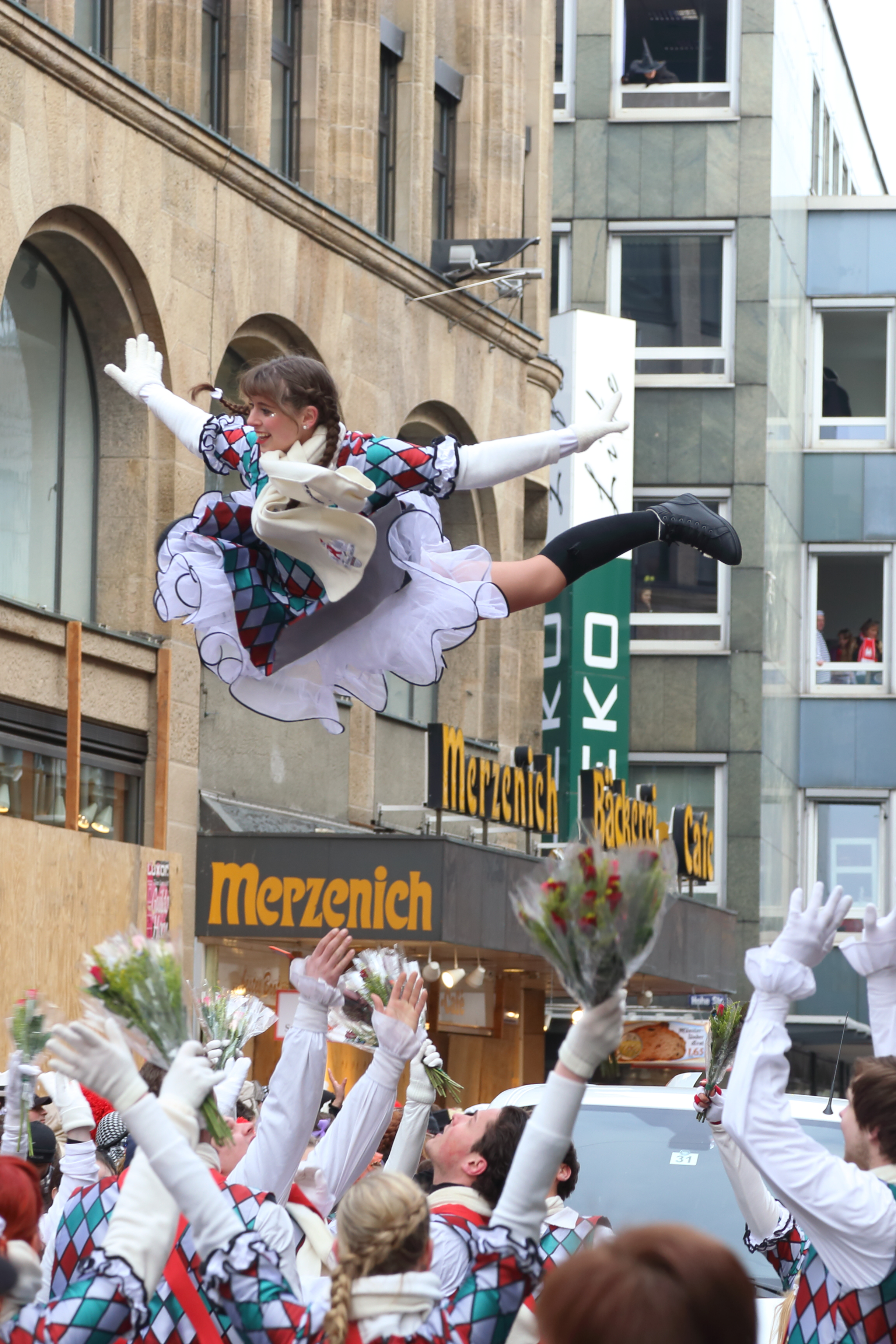
Мажоретки на параде 2013 года

Фигуры для повозок к карнавальным шествиям готовятся заранее из папье-маше в специально выделенных для этого помещениях. Объектами внимания становятся не только фольклорные персонажи, но и известные политики, включая руководителей государств.
Организаторы карнавала выбирают для каждого года свой девиз, который чаще всего звучит на кёльнском диалекте, отличающемся от литературного немецкого произношения. Распространённая на параде диалектная кричалка «Kölle Alaaf!» означает «Да здравствует Кёльн!» и напоминает застольный тост. Во время массового шествия с повозок разбрасывают в толпу сладости, идущие рядом пытаются их поймать на лету. В костюмированных группах наряду со взрослыми участвуют дети разного возраста.
Про жителей Кёльна говорят, что они скорее заложат свою кровать в ломбарде, чем откажутся участвовать в карнавале и побуждать к участию сограждан.
Официальной кульминацией почти трёхмесячного карнавального периода становится его заключительная неделя, когда народ гуляет до поздней ночи, веселящиеся компании переполняют пивные бары и рестораны, по улицам бродят шуты и скоморохи. В «бабий четверг» буйная карнавальная неделя начинается традиционно в 11 ч. 11 мин. со взятия городской ратуши и охоты за мужскими галстуками, которые для временно захвативших власть женщин символизируют мужскую силу. Съехавшихся в Кёльн туристов особенно притягивает «розовый понедельник». В этот день с 10 часов утра праздничный парад открывается вереницами повозок, наполненных ряжеными и самодельными фигурами, высмеивающими сильных мира сего. Зрители, одобряя шествие приветственными криками, собирают мешки „карнаваленной“ снеди. Праздничные столы в «жирный вторник», называемый в Кёльне также «фиалковым вторником» (нем. Veilchendienstag), заполняют традиционными угощениями. При этом надо успеть насытиться лакомствами до наступления «пепельной среды», которая завершает карнавальную эпопею переходом к строгому посту.

## Галерея
|                                                        |  |                      |  |
| Кёльнская карнавальная троица: дева, принц, крестьянин |  | Фигуры из папье-маше |  |

|                                   |  |                                   |  |
| Разбрасывание сладостей с повозок |  | Приём триумвирата в ратуше Кёльна |  |